# Śledziopodobne
Śledziopodobne, śledziowe (Clupeomorpha) – nadrząd ryb promieniopłetwych z infragromady doskonałokostnych (Teleostei), charakteryzujących się specyficznym połączeniem ucha i pęcherza pławnego.

## Klasyfikacja
Do Clupeomorpha zaliczanych jest kilka rodzin ryb współcześnie żyjących, grupowanych w rzędzie:
- Clupeiformes – śledziokształtne

oraz gatunki wymarłe zaliczane do rzędu:
- †Ellimmichthyiformes

## Znaczenie gospodarcze
Ryby śledziopodobne stanowią jedną z najważniejszych ekonomicznie grup ryb. Większość z ponad 300 współcześnie żyjących gatunków to ławicowe ryby morskie.